# Canton d'Écouves
Le canton d'Écouves, précédemment appelé canton de Radon,  est une circonscription électorale française du département de l'Orne créée par le décret du 25 février 2014 et entrée en vigueur lors des premières élections départementales suivant la publication du décret.

## Histoire
Un nouveau découpage territorial de l'Orne entre en vigueur à l'occasion des élections départementales de 2015. Il est défini par le décret du 25 février 2014, en application des lois du 17 mai 2013 (loi organique 2013-402 et loi 2013-403). Les conseillers départementaux sont, à compter de ces élections, élus au scrutin majoritaire binominal mixte. Les électeurs de chaque canton élisent au Conseil départemental, nouvelle appellation du Conseil général, deux membres de sexe différent, qui se présentent en binôme de candidats. Les conseillers départementaux sont élus pour 6 ans au scrutin binominal majoritaire à deux tours, l'accès au second tour nécessitant 12,5 % des inscrits au 1er tour. En outre la totalité des conseillers départementaux est renouvelée. Ce nouveau mode de scrutin nécessite un redécoupage des cantons dont le nombre est divisé par deux avec arrondi à l'unité impaire supérieure si ce nombre n'est pas entier impair, assorti de conditions de seuils minimaux. Dans l'Orne, le nombre de cantons passe ainsi de 40 à 21.
Le canton de Radon est formé de communes des anciens cantons du Mêle-sur-Sarthe (14 communes), de Pervenchères (4 communes), de Courtomer (15 communes), de Bazoches-sur-Hoëne (1 commune) et d'Alençon 3e Canton (5 communes). Avec ce redécoupage administratif, le territoire du canton s'affranchit des limites d'arrondissements, avec 34 communes incluses dans l'arrondissement de Alençon et 5 dans l'arrondissement de Mortagne-au-Perche. Le bureau centralisateur est situé à Radon.
À la suite du décret du 5 mars 2020, le canton prend le nom de son bureau centralisateur, Écouves.

## Représentation
| Période élective | Période élective | Mandat | Mandat   | Identité              | Nuance | Nuance | Qualité |
| ---------------- | ---------------- | ------ | -------- | --------------------- | ------ | ------ | --- |
| 2015             | 2021             | 2015   | 2021     | Christophe de Balorre |        | LR     | Maire de Saint-Léger-sur-Sarthe (1995-2017) Président de la CC de la Vallée de la Haute-Sarthe (depuis 2013) Président du conseil départemental depuis mars 2017 Ancien conseiller général du canton du Mêle-sur-Sarthe (2001-2015) |
| 2015             | 2021             | 2015   | 2021     | Béatrice Métayer      |        | DVD    | Éleveuse, maire de Ferrières-la-Verrerie |
| 2021             | 2028             | 2021   | en cours | Christophe de Balorre |        | LR     | Conseiller sortant, président du conseil départemental |
| 2021             | 2028             | 2021   | en cours | Béatrice Buon Métayer |        | DVD    | Conseillère sortante |

### Résultats détaillés

#### Élections de mars 2015
Lors des élections départementales de 2015, le binôme composé de Christophe de Balorre et Béatrice Métayer (DVD) est élu au premier tour avec 51,42 % des suffrages exprimés, devant le binôme composé de Francine Lavanry et Lionel Stiefel (FN) (28,98 %). Le taux de participation est de 57,89 % (4 917 votants sur 8 494 inscrits) contre 54,04 % au niveau départemental et 50,17 % au niveau national.

#### Élections de juin 2021
Le premier tour des élections départementales de 2021 est marqué par un très faible taux de participation (33,26 % au niveau national). Dans le canton d'Écouves, ce taux de participation est de 38,63 % (3 300 votants sur 8 542 inscrits) contre 34,53 % au niveau départemental. À l'issue de ce premier tour,  le binôme constitué de Christophe de Balorre et Béatrice Métayer (Union à droite)est élu avec 100 % des suffrages exprimés.

## Composition
Lors du redécoupage de 2014, le canton de Radon comprenait trente-neuf communes entières.
À la suite de la création de la commune nouvelle d'Écouves au 1er janvier 2016, le canton comprend désormais trente-sept communes entières.
| Nom                             | Code Insee | Intercommunalité                   | Superficie (km2) | Population (dernière pop. légale) | Densité (hab./km2) | Modifier                                    |
| ------------------------------- | ---------- | ---------------------------------- | ---------------- | --------------------------------- | ------------------ | ------------------------------------------- |
| Écouves (bureau centralisateur) | 61341      | CU d'Alençon                       | 36,40            | 1 673 (2022)                      | 46                 | modifier les données · modifier les données |
| Aunay-les-Bois                  | 61013      | CC de la Vallée de la Haute Sarthe | 8,53             | 142 (2022)                        | 17                 | modifier les données · modifier les données |
| Barville                        | 61026      | CC de la Vallée de la Haute Sarthe | 7,53             | 185 (2022)                        | 25                 | modifier les données · modifier les données |
| Brullemail                      | 61064      | CC de la Vallée de la Haute Sarthe | 10,28            | 92 (2022)                         | 8,9                | modifier les données · modifier les données |
| Buré                            | 61066      | CC de la Vallée de la Haute Sarthe | 5,65             | 101 (2022)                        | 18                 | modifier les données · modifier les données |
| Bures                           | 61067      | CC de la Vallée de la Haute Sarthe | 9,64             | 166 (2022)                        | 17                 | modifier les données · modifier les données |
| Bursard                         | 61068      | CC des Sources de l'Orne           | 10,55            | 200 (2022)                        | 19                 | modifier les données · modifier les données |
| Le Chalange                     | 61082      | CC de la Vallée de la Haute Sarthe | 6,27             | 84 (2022)                         | 13                 | modifier les données · modifier les données |
| Coulonges-sur-Sarthe            | 61126      | CC de la Vallée de la Haute Sarthe | 9,65             | 486 (2022)                        | 50                 | modifier les données · modifier les données |
| Courtomer                       | 61133      | CC de la Vallée de la Haute Sarthe | 19,90            | 725 (2022)                        | 36                 | modifier les données · modifier les données |
| Essay                           | 61156      | CC des Sources de l'Orne           | 15,99            | 543 (2022)                        | 34                 | modifier les données · modifier les données |
| Ferrières-la-Verrerie           | 61166      | CC de la Vallée de la Haute Sarthe | 14,58            | 148 (2022)                        | 10                 | modifier les données · modifier les données |
| Gâprée                          | 61183      | CC de la Vallée de la Haute Sarthe | 9,84             | 144 (2022)                        | 15                 | modifier les données · modifier les données |
| Hauterive                       | 61202      | CC de la Vallée de la Haute Sarthe | 6,98             | 459 (2022)                        | 66                 | modifier les données · modifier les données |
| Laleu                           | 61215      | CC de la Vallée de la Haute Sarthe | 11,41            | 361 (2022)                        | 32                 | modifier les données · modifier les données |
| Larré                           | 61224      | CU d'Alençon                       | 5,67             | 467 (2022)                        | 82                 | modifier les données · modifier les données |
| Marchemaisons                   | 61251      | CC de la Vallée de la Haute Sarthe | 8,85             | 157 (2022)                        | 18                 | modifier les données · modifier les données |
| Le Mêle-sur-Sarthe              | 61258      | CC de la Vallée de la Haute Sarthe | 0,62             | 659 (2022)                        | 1 063              | modifier les données · modifier les données |
| Le Ménil-Broût                  | 61261      | CC de la Vallée de la Haute Sarthe | 3,44             | 176 (2022)                        | 51                 | modifier les données · modifier les données |
| Ménil-Erreux                    | 61263      | CU d'Alençon                       | 11,05            | 195 (2022)                        | 18                 | modifier les données · modifier les données |
| Le Ménil-Guyon                  | 61266      | CC de la Vallée de la Haute Sarthe | 2,76             | 83 (2022)                         | 30                 | modifier les données · modifier les données |
| Montchevrel                     | 61284      | CC de la Vallée de la Haute Sarthe | 10,80            | 233 (2022)                        | 22                 | modifier les données · modifier les données |
| Neuilly-le-Bisson               | 61304      | CC de la Vallée de la Haute Sarthe | 5,98             | 275 (2022)                        | 46                 | modifier les données · modifier les données |
| Le Plantis                      | 61331      | CC de la Vallée de la Haute Sarthe | 8,02             | 126 (2022)                        | 16                 | modifier les données · modifier les données |
| Saint-Agnan-sur-Sarthe          | 61360      | CC de la Vallée de la Haute Sarthe | 6,24             | 87 (2022)                         | 14                 | modifier les données · modifier les données |
| Saint-Aubin-d'Appenai           | 61365      | CC de la Vallée de la Haute Sarthe | 11,29            | 435 (2022)                        | 39                 | modifier les données · modifier les données |
| Saint-Germain-le-Vieux          | 61398      | CC de la Vallée de la Haute Sarthe | 3,16             | 65 (2022)                         | 21                 | modifier les données · modifier les données |
| Saint-Julien-sur-Sarthe         | 61412      | CC de la Vallée de la Haute Sarthe | 16,39            | 679 (2022)                        | 41                 | modifier les données · modifier les données |
| Saint-Léger-sur-Sarthe          | 61415      | CC de la Vallée de la Haute Sarthe | 13,25            | 314 (2022)                        | 24                 | modifier les données · modifier les données |
| Saint-Léonard-des-Parcs         | 61416      | CC de la Vallée de la Haute Sarthe | 13,40            | 76 (2022)                         | 5,7                | modifier les données · modifier les données |
| Saint-Quentin-de-Blavou         | 61450      | CC de la Vallée de la Haute Sarthe | 6,46             | 77 (2022)                         | 12                 | modifier les données · modifier les données |
| Sainte-Scolasse-sur-Sarthe      | 61454      | CC de la Vallée de la Haute Sarthe | 13,88            | 584 (2022)                        | 42                 | modifier les données · modifier les données |
| Semallé                         | 61467      | CU d'Alençon                       | 14,04            | 364 (2022)                        | 26                 | modifier les données · modifier les données |
| Tellières-le-Plessis            | 61481      | CC de la Vallée de la Haute Sarthe | 5,41             | 72 (2022)                         | 13                 | modifier les données · modifier les données |
| Trémont                         | 61492      | CC de la Vallée de la Haute Sarthe | 6,22             | 121 (2022)                        | 19                 | modifier les données · modifier les données |
| Les Ventes-de-Bourse            | 61499      | CC de la Vallée de la Haute Sarthe | 20,95            | 146 (2022)                        | 7,0                | modifier les données · modifier les données |
| Vidai                           | 61502      | CC de la Vallée de la Haute Sarthe | 1,55             | 73 (2022)                         | 47                 | modifier les données · modifier les données |
| Canton d'Écouves                | 6117       |                                    | 372,63           | 10 973 (2022)                     | 29                 | modifier les données                        |

## Démographie
En 2022, le canton comptait 10 973 habitants, en évolution de −2,89 % par rapport à 2016 (Orne : −3,21 %, France hors Mayotte : +2,11 %).
| 2013   | 2018   | 2022   |
| ------ | ------ | ------ |
| 11 500 | 11 072 | 10 973 |